# Flapper Fanny diu
Flapper Fanny Says va ser una tira còmica diària d'una sola vinyeta que va començar el 26 de gener de 1925, amb una pàgina dominical (anomenada Flapper Fanny) després del 7 d'agost de 1932. Creat per Ethel Hays, cada episodi presentava una il·lustració de flapper i un acudit enginyós. La pagina dominical va concloure el 8 de desembre de 1935; la vinyeta al diari va continuar fins al 29 de juny de 1940.
Al començament, la vinyeta va ser dibuixada pel notable il·lustrador Hays, que va emprar un estil art déco. Flapper Fanny Says va formar part d'una onada de cultura popular que es va centrar en l'aspecte i l'estil de vida del flapper. A través de moltes pel·lícules i les obres d'il·lustradors com Hays, John Held Jr. i Russell Patterson, així com els escrits de F. Scott Fitzgerald i Anita Loos, els flappers van arribar a ser vists com atractius, temeraris i independents.
Quan Gladys Parker es va fer càrrec de la tira el 1930, li va donar un "estil més de còmic". El focus va passar de Fanny, ara una morena de cabells arrissats que s'assembla a la mateixa Parker, a la seva germana petita Betty, una col·legial.

## Història de la publicació
Com que el sindicat Newspaper Enterprise Association venia sovint paquets sencers de tires còmiques a diaris individuals, Flapper Fanny Says va obtenir una distribució generalitzada gairebé des del principi, apareixent diàriament en potser 500 diaris durant el primer any.

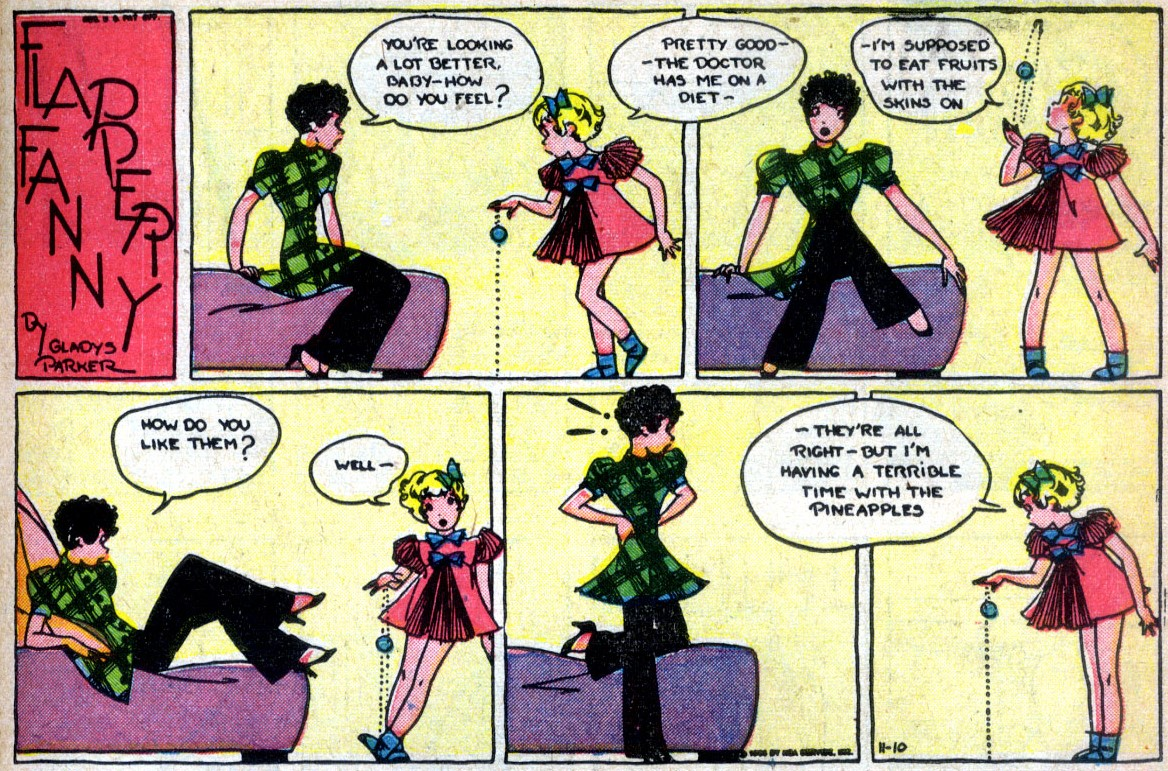
Flapper Fanny de Gladys Parker

Malgrat aquest èxit immediat, Hays en trobar la càrrega de treball diària massa pesada després del naixement del seu segon fill va lliurar a Flapper Fanny Says a la prometedora nouvinguda Gladys Parker a partir del 21 de març de 1930. Parker va ampliar la tira diària en una franja dominical amb el títol truncat Flapper Fanny a partir del 7 d'agost de 1932, i va continuar ambdós fins al 8 de desembre de 1935.
Parker va renunciar a Flapper Fanny Says a Sylvia Sneidman el 9 de desembre de 1935. L'artista, que va signar la seva obra només "Sylvia", va continuar la tira fins al 29 de juny de 1940. Parker va començar a dibuixar la seva pròpia creació Mopsy el 1939 (també a imatge seva).
Flapper Fanny Says va ser imitada a l'era del jazz per la tira Flapper Filosofy de Faith Burrows del rival King Features Syndicate.